# Ласточкин, Сергей Павлович
Сергей Павлович Ласточкин (4 сентября 1927, Москва — 20 апреля 1992, Санкт-Петербург) — советский живописец, заслуженный художник РСФСР (1986), член Ленинградского Союза художников.

## Биография
Ласточкин Сергей Павлович родился 4 сентября 1927 года в Москве. Его мать Елизавета Павловна Ласточкина-Ленци (1892—1948) была певицей и педагогом, отец Павел Николаевич Ласточкин (1887—1955) — врачом, впоследствии — профессором и основателем кафедры гигиены Ленинградского Педиатрического института. Родители рано обратили внимание на способности сына к рисованию и поощряли его увлечение изобразительным искусством. Ласточкин успешно прошёл вступительные испытания и был принят в Среднюю Художественную Школу при Всероссийской Академии Художеств, где учился до начала войны. Весной 1942 вместе с родителями был эвакуирован из блокадного Ленинграда на Северный Кавказ в Ессентуки. Летом 1942 года оказался в оккупации. Вернулся в Ленинград в 1945 и продолжил учёбу.
В 1946 по окончании СХШ без экзаменов был принят на живописный факультет ЛИЖСА имени И. Е. Репина. Занимался у Бориса Фогеля, Семена Абугова, Генриха Павловского, Михаила Платунова, Александра Зайцева. В 1948 году женился на сокурснице по институту В. Б. Лариной. С 1960 года был женат вторым браком на С. А. Ласточкиной (Арбатовой) (1936—1995). В 1952 окончил институт по мастерской профессора Б. В. Иогансона с присвоением квалификации художника живописи. Дипломная работа — картина «На новостройки коммунизма».
Участвовал в выставках с 1952 года, экспонируя свои работы вместе с произведениями ведущих мастеров изобразительного искусства Ленинграда. Писал жанровые и тематические картины, портреты, пейзажи, занимался станковой и монументальной живописью. В 1952 году был принят в члены Ленинградского Союза советских художников. Преподавал в ЛИЖСА имени И. Е. Репина. Автор картин «Смена. Котлован Куйбышевской ГЭС» (1954), «На Урале. Триптих» (1961), «Рабочее утро», «Волго-Балт строится. Тамара Батулина, комсомолка 6-го шлюза», «Рассвет» (все 1964), «Май» (1965), «Берёзы золотые» (1966), «Утро. Старая Ладога» (1967), «Весенние сумерки. Берёзы», «Навстречу дня» (обе 1968), «Главный инженер 6-го шлюза строительства Волго-Балта» (1971), «Работница стеклозавода „Красный май“ В. А. Маркелова» (1975). За работы 1970-х был удостоен почётного звания Заслуженный художник РСФСР.
Скончался 20 апреля 1992 года в Петербурге на 65-м году жизни. Похоронен на Богословском кладбище рядом с родителями, участок — Канавная дорожка. 
Произведения С. П. Ласточкина находятся в Русском музее, в музеях и частных собраниях в России, Франции, США, Японии, КНР, Италии, Великобритании, Финляндии и других странах.

## Выставки
- 1954 год (Ленинград): Весенняя выставка произведений ленинградских художников.
- 1961 год (Ленинград): «Выставка произведений ленинградских художников» открылась в залах Государственного Русского музея .
- 1964 год (Ленинград): Ленинград. Зональная выставка.
- 1965 год (Ленинград): Весенняя выставка произведений ленинградских художников.
- 1968 год (Ленинград): Осенняя выставка произведений ленинградских художников.
- 1969 год (Ленинград): Весенняя выставка произведений ленинградских художников.
- 1971 год (Ленинград): Наш современник. Каталог выставки произведений ленинградских художников 1971 года.
- 1975 год (Ленинград): Наш современник. Зональная выставка произведений ленинградских художников.